# Jörg Brüdern

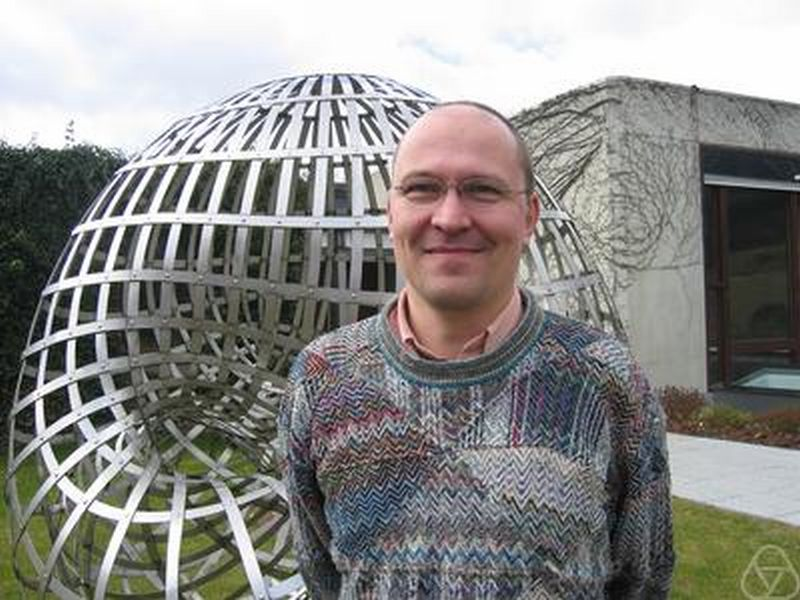
Jörg Brüdern, Oberwolfach 2008

Jörg Brüdern (* 1. August 1962 in Salzgitter) ist ein deutscher Mathematiker, der sich mit Analytischer Zahlentheorie beschäftigt.

## Leben
Brüdern studierte ab 1982 Mathematik, theoretische Physik und Astronomie an der Universität Göttingen und der Universität Oxford. Nach seinem 1986 abgelegten Diplom promovierte er 1988 in Göttingen bei Samuel Patterson (Iterationsmethoden in der additiven Zahlentheorie) und 1991 habilitierte er sich dort (Sieves, the circle method and Waring´s problem for cubes). Er war von 1994 bis 2009 Professor an der Universität Stuttgart. Dort war er Dekan der mathematischen Fakultät und ab 2002 geschäftsführender Direktor des Instituts für Algebra und Zahlentheorie. 2003 bis 2006 war er Prorektor der Universität für Forschung und Technologie. Seit 2009 ist er Professor an der Universität Göttingen.
Er beschäftigt sich mit analytischer und additiver Zahlentheorie (Waringsches Problem, Kreismethode) und  Kombinatorik.
1992 erhielt er den Oberwolfach-Preis. Zu seinen Doktoranden gehörte Valentin Blomer.
Er ist ordentliches Mitglied der Akademie der Wissenschaften zu Göttingen.

## Schriften
- Einführung in die analytische Zahlentheorie, Springer Verlag 1995, ISBN 3-540-58821-3, doi:10.1007/978-3-642-57823-6.